# Новоа, Уго
Уго Новоа Рамос (исп. Hugo Novoa Ramo; родился 24 января 2003) — испанский футболист, вингер клуба «Алавес».

## Клубная карьера
Выступал за молодёжные команды испанских клубов «Бертамиранс» и «Депортиво Ла-Корунья». В 2019 году стал игроком футбольной академии немецкого клуба «РБ Лейпциг». 23 октября 2021 года дебютировал в основном составе «РБ Лейпциг» в матче немецкой Бундеслиги против клуба «Гройтер Фюрт». Он вышел на замену Кристоферу Нкунку на 85-й минуте, а уже три минуты спустя забил свой первый гол за клуб. В возрасте 18 лет, 8 месяцев и 29 дней стал самым юным автором гола в истории «РБ Лейпциг», побив рекорд Йозуа Киммиха.
1 сентября 2023 года перешёл на правах аренды в нидерландский «Утрехт».

## Карьера в сборной
Выступал за сборные Испании до 16, до 17, до 19 лет и до 21 года.

## Достижения
«РБ Лейпциг»
- Обладатель Кубка Германии: 2022/23